# Битва при Бокстеле
Битва при Бокстеле (англ. Battle of Boxtel) — сражение, произошедшее в Брабантском герцогстве 14-15 сентября 1794 года во время войны Первой коалиции. Часть Фландрской кампании 1793—1794 годов, во время которой британские, голландские и австрийские войска после попыток вторгнуться во Францию были вынуждены отступать во Фландрию. Эта битва часто упоминается как первое сражение генерала Артура Уэлсли, позже 1-го герцога Веллингтона.

## Предыстория
В течение почти двух лет объединённая коалиционная армия под общим командованием герцога Саксен-Кобурга сражалась против республиканских французских армий в попытках вторгнуться во Францию с севера через Фландрию. Поначалу войскам коалиции сопутствовал успех, но после поражений в Туркуэне и Флёрусе к лету 1794 года баланс сил изменился, и союзники начали отступать на север, преследуемые постепенно возрождающейся французской армией во главе с Шарлем Пишегрю. К 24 июля союзники разделились, и австрийские войска под командованием Клерфэ с ещё большей поспешностью отступали к Льежу, вынуждая теперь уже независимый англо-ганноверский контингент под командованием герцога Йоркского отступать через голландскую границу.
29 июля войска герцога Йоркского заняли новую позицию, защищая линию реки А, от Хертогенбоса на юго-восток в сторону болота Пил. Форпосты были размещены в 13 километрах впереди на реке Доммел. Одно из основных укреплений защищали около 1,5 тыс. человек под командованием генерал-майора из Гессен-Дармштадта Георга фон Дюринга в небольшом городке Бокстел. Войско фон Дюринга состояло из двух гессенских пехотных батальонов (лейб-гренадеры и полки ландграфа), двух егерских рот, двух орудий, двух эскадронов британского 15-го полка лёгких драгунов (под командованием подполковника Джорджа Черчилля), четырёх эскадронов эмигрантских гусаров Ирвина и по два эскадрона гусаров Гомпеша и Шуазёля. Ближайшие аванпосты состояли из пехоты и кавалерии из Гессен-Касселя (один батальон и пять эскадронов) в Олло (Ollaud) под командованием генерал-майора Карла фон Линсингена, и ещё дальше, слева от Дюринга в Сент-Оденроде, ганноверского корпуса и остатков британской лёгкой кавалерии под командованием генерал-майор Рудольфа фон Хаммерштейна.

## Битва
14 сентября Пишегрю, желая обезопасить линию Доммела, пока он будет осаждать Бреду, послал войска под командованием Антуана Дельма, по-разному описываемые как «дивизия» или «сильный наблюдательный отряд» — возможно, 10 тыс. человек — занять Бокстел. Эти силы выдвинулись из Ойстервейка и около 3 часов дня столкнулись с гессенскими пикетами, заставив их вернуться на другую сторону Доммела, но не смогли захватить мосты возле Бокстела, которые были разрушены защитниками. Далее на востоке наблюдалось то же самое:
Они прибыли на равнину перед Сент-Оденроде, имея конный отряд, превосходящий по численности наш, и колонну пехоты, которая подошла по дороге из Бисда и чью численность нельзя было установить из-за пересеченной местности. Наши форпосты были немедленно отброшены к основным пикетам, и противник атаковал двумя колоннами. Они не смогли добиться большого прогресса из-за сопротивления, оказанного пикетами … они пытались захватить эти [мосты], но не смогли этого сделать из-за мощного и эффективного огня ганноверских егерей и лоялистских эмигрантов при поддержке амузетт [лёгких полевых орудий].
Хотя французам удалось захватить мост в деревне Найнсель, гессенцы защищали свои форпосты к востоку от Бокстела примерно до 18:00, когда шеф д’эскадрон (звание, аналогичное майору) Жакоб Марюла во главе 30 солдат 8-го гусарского полка смог пересечь брод к западу от Сент-Оденрода, «частично вплавь, а частично на плотах». Его войска промчались позади позиций гессенцев в Бокстеле, атаковали пехоту в тылу и быстро сломили её оборону. Два пехотных батальона сдались или были изрублены, а союзная кавалерия, которая не могла построиться на узких улицах, была отброшена в сторону Мидделроде. Потери гессенцев составили около 300 пехотинцев, по 50 человек из кавалерийских отрядов Ирвина и Хомпеша, а также две пушки.
Лейтенант Пауэлл из британского 14-го пехотного полка был со своим подразделением в деревне Мидделрод, и позже писал:
Мы встретили гусаров Унвина (Ирвина), летящих галопом во всю прыть, с саблями наголо, которые сказали, что все войска, которые были в Бокстеле, порублены на куски, кроме них, и они обязаны спасение своим лошадям (во что я охотно верю, поскольку они не имели ни малейшего желания остаться с нами, и при этом, насколько я знаю, у них не был ранен ни один человек).
Наступление французов также натолкнулось на ганноверцев Хаммерштейна к востоку от позиции Дюринга, и было отбито атакой сальмских гусаров и британских лёгких драгунов. Тем не менее, поняв, что произошло в Бокстеле, Хаммерштейн счёл целесообразным отвести свои силы к Эрпу для защиты своих флангов.
Узнав о судьбе Дюринга в Бокстеле, герцог Йоркский приказал генерал-лейтенанту сэру Ральфу Эберкромби вернуть город, используя войска, которые он сочтёт необходимыми. Задание было поручено гвардейской бригаде и 3-й бригаде, состоящей из 12-го (Саффолкского) полка, 33-го (1-го Западного верхового) полка, 42-го Королевского горного полка и 44-го полка — всего две бригады из десяти батальонов при поддержке десяти эскадронов кавалерии. Эберкромби упорно продвигался всю ночь, но при подходе к городу на рассвете столкнулся, как он решил, с превосходящим его по силе противником, и после перестрелки, во время которой было убито около 15 человек, атака была остановлена, а Эберкромби запросил у герцога дальнейших инструкций. Герцог Йоркский повторил, что он настаивает на штурме, но в этот момент Эберкромби узнал о возможных перемещениях противника на своём левом фланге и, вопреки инструкциям об атаке, отдал приказ к отступлению. Это решение Эберкромби подверглось резкой критике со стороны Бёрна. У Эберкромби было очень плохое зрение, и, судя по всему, он отступил на основании слухов. В действительности же разношёрстные французские войска никак не могли превосходить по численности английские войска, в составе которых были сливки британской армии. Кроме того, он должен был знать, что слева его поддерживали ганноверцы Хаммерштейна.
Приближаясь к деревне Шиндель, отступающая пехота в беспорядке смешалась с кавалерийскими эскадронами. Видя это, французская кавалерия развернулась для атаки, но была отброшена мушкетёрами 33-го пехотного полка под командованием сэра Джона Шербрука, что позволило остальным войскам отступить.
Следующий рассказ был продиктован Шербруком его невестке в 1830 году, в год его смерти. В нём говорилось, что Уэлсли командовал в Бокстеле 33-м полком; в действительности же Уэлсли фактически получил общее командование 3-й бригадой. 19 сентября 1793 года Уэлсли написал своему старшему брату Ричарду, графу Морнингтону, что Эберкромби передал ему благодарность герцога Йоркского «33-му за их мужество 15-го».
Когда он (Шербрук) получил звание подполковника, он служил во Фландрии при герцоге Йоркском, и во время этого прискорбного и памятного отступления 33-й был назначен для прикрытия… Были замечены два полка французской кавалерии, которые приближались с намерением атаковать 33-й… Полковник Шербрук развернул свой полк к французам и приказал 33-му «Держаться». В этот ужасный момент ни один человек не двинулся с места, но с решительной стойкостью ожидал атаки. Когда первый французский полк оказался в 50 метрах, была дана команда открыть огонь, и спокойствие и хладнокровие солдат оказало должный эффект… люди и лошади попадали на землю — те же, кто остался на лошади и не был ранен, остановились и попытались отступить, но прежде чем они сделали хоть шаг, второй залп завершил работу, и весь полк остался лежать на земле. Второй полк, ставший свидетелем ужасного разгрома, тут же исчез. Это был блестящее сражение, как всегда заявлял сэр Джон (Шербрук), и он гордился им больше, чем любым другим своим деянием.

## Итог
По возвращении в лагерь Эберкромби дал свой отчет. Был проведен военный совет, на котором было принято роковое решение отказаться от сильной оборонительной позиции на реке А и отступить за Маас, фактически бросив крепости в Бергене, Бредах и Хертогенбосе на произвол судьбы.
Для французов неожиданное падение Бокстела стало полной неожиданностью, однако Пишегрю не пытался извлечь из этого выгоду, а вместо этого повернул в сторону, чтобы осадить Бреду. Поэтому Бокстел можно рассматривать как решающий поворотный момент для британской армии в этой кампании — до этого этапа все отступления могли быть отнесены к общей стратегии австрийского высшего командования, и моральный дух в британских рядах оставался высоким. Однако ошибка в Бокстеле и ненужный отказ от сильной линии обороны на реке A были полностью на совести британских наёмных войск и британских командиров. С этого момента их боевой дух упал, и вера в герцога Йоркского была подорвана. 23 ноября он был отозван Питтом.
Британцы смогли продолжить свое отступление на север под командованием Уильяма Харкорта и, в конце концов, после многих трудностей, успешно достигли побережья Северного моря, откуда в 1795 году были эвакуированы в Великобританию. Французы продолжили наступление на Амстердам и свергли Республику Соединённых провинций, заменив её государством-сателлитом, Батавской Республикой.

## Археология
Поскольку это сражение было относительно незначительным, точное его местоположение оставалось неизвестно в течение многих лет. Историческое общество Бокстела установило мемориал в поле на западе города, так как предполагалось, что продвижение республиканских войск шло именно в этом направлении. Однако в 2011 году к востоку от замка Стапелен, к юго-востоку от города Бокстел, было обнаружено 55 свинцовых мушкетных пуль и других артефактов, которые, как считается, датируются временем битвы. В настоящее время существует теория, что основная часть боевых действий, в которых участвовали войска Дюринга, должно быть, произошли к юго-востоку от города.

## В культуре
Битва фигурирует в одной из версий того, почему британские солдаты называются «Томми». Согласно ей, умирающий рядовой Томми Аткинс сказал Веллингтону: «Всё в порядке, сэр, мы справимся». Впечатлённый этим, герцог позже использовал это имя как общий термин для простых солдат.
Битва при Бокстеле была первой битвой Ричарда Шарпа, главного героя цикла исторических романов Бернарда Корнуэлла. Она упоминается в романе «Тигр Шарпа», в котором Шарп служит рядовым в полку Уэлсли, а также в романе «Орёл Шарпа».